# Bratje Karamazovi (film, 1969)
Bratje Karamazovi (rusko Братья Карамазовы, translit. Bratja Karamazovi) je sovjetski dramski film iz leta 1969, ki so ga režirali Kiril Lavrov, Ivan Pirjev in Mihail Uljanov po Pirjevem scenariju. Temelji na istoimenskem romanu Fjodorja Dostojevskega iz leta 1880. V glavnih vlogah nastopajo Mihail Uljanov, Lionela Pirjeva, Kiril Lavrov, Andrej Mjagkov in Mark Prudkin.
Film je bil premierno prikazan 10. januarja 1969 v sovjetskih kinematografih. Kot sovjetski kandidat je bil nominiran za oskarja za najboljši mednarodni celovečerni film na 42. podelitvi. Na Mednarodnem filmskem festivalu v Moskvi je bil nagrajen z zlato nagrado.

## Vloge
- Mihail Uljanov kot Dimitrij Karamazov
- Lionela Pirjeva kot Grušenka
- Kiril Lavrov kot Ivan Karamazov
- Andrej Mjagkov kot Aljoša Karamazov
- Mark Prudkin kot Fjodor Pavlovič Karamazov
- Svetlana Korkoško kot Jekaterina Ivanovna
- Valentin Nikulin kot Pavel Smerdjakov
- Pavel Pavlenko kot stari Zosima
- Andrej Abrikosov kot Kuzma Kuzmič Samsonov
- Genadij Juhtin kot oče Paisi
- Anatolij Adoskin kot Examining magistrate
- Rada Volšaninova kot Rom
- Tamara Nosova kot Marja Kondratjevna
- Nikita Podgorni kot Mihail Osipovil Rakitin
- Ivan Lapikov kot Ljagavij